# Man-Bat
Man-Bat (echte naam Dr. Kirk Langström) is een fictieve superschurk uit de strips van DC Comics. Hij is vooral een vijand van Batman. Man-Bat werd bedacht door Frank Robbins en Neal Adams.

## Biografie
Dr. Kirk. Langström was een wetenschapper gespecialiseerd in de studie van vleermuizen. Hij maakte een serum om mensen hetzelfde sonarzintuig als vleermuizen te geven, en testte deze formule op zichzelf omdat hij last kreeg van doofheid. Het serum werkte, maar had een onverwacht bijeffect. Het veranderde Kirk in een mens/vleermuis hybride.
Als Man-Bat vocht Kirk met Batman, die hem uiteindelijk wist te vangen en een tegengif toe te dienen. Langström verbeterde zijn serum hierna zodat hij nog wel in een vleermuis veranderde, maar zijn menselijke intelligentie behield en hij controle over zijn transformatie kreeg. Hierna werkte hij een tijdje als detective en misdaadbestrijder, totdat zijn dierlijke instincten weer de kop opstaken. Hierdoor kwam hij wederom een paar maal tegenover Batman te staan.
Na Kirk zijn ook andere mensen in Man-Bats veranderd, waaronder leden van de League of Assassins.

## In andere media

### Films
- In Batman Unlimited Animal instinct werkt Dr. Kirk Langström voor de penguin als geleerde in zijn bedrijf. In de film verandert hij zonder te weten in man-bat en helpt penguin met zijn misdaden en wordt meer en meer beest. Aan het einde van de film weet zijn menselijke kant weer controle te krijgen en helpt hij batman en de rest om penguin's plan te stopen.

### Televisieseries
- In Batman: The Animated Series is Dr. Kirk Langström een zoöloog bij de Gotham City dierentuin. Door een serum dat hij had gestolen uit de dierentuin veranderde hij in Man-Bat. Kirk werd uiteindelijk genezen. In een latere aflevering veranderde Kirks vrouw, Francine, in een tweede Man-Bat. Ook zij werd genezen.
  - Deze versie van Man-Bat werd even genoemd in de Justice League Unlimited aflevering "The Doomsday Sanction."
- Een andere versie van Man-Bat verscheen in Batman of the Future. Deze Man-Bat is in werkelijkheid Terry McGinnis, de nieuwe Batman, die door de schurk Cuvier in een Man-Bat werd veranderd totdat Bruce Wayne hem genas.
- In de serie The Batman kwam Man-Bat ook voor. In deze serie was Langström een medewerker van Wayne Industries, waar hij probeert door middel van vleermuizen een geneesmiddel tegen doofheid te ontwikkelen. Hij test dit op zichzelf en verandert zo in Man-Bat. In de rest van de serie kwam Man-Bat nog een paar keer voor.

### Videospellen
- In Batman: Arkham Knight krijgt men de opdracht om Man-Bat op te sporen, te genezen, en naar GCPD te brengen. Hij werd ingesproken door Loren Lester.